# Walter Brudi
Walter Brudi (* 24. Januar 1907 in Stuttgart; † 9. Dezember 1987 ebenda) war ein deutscher Maler und Buchgrafiker.

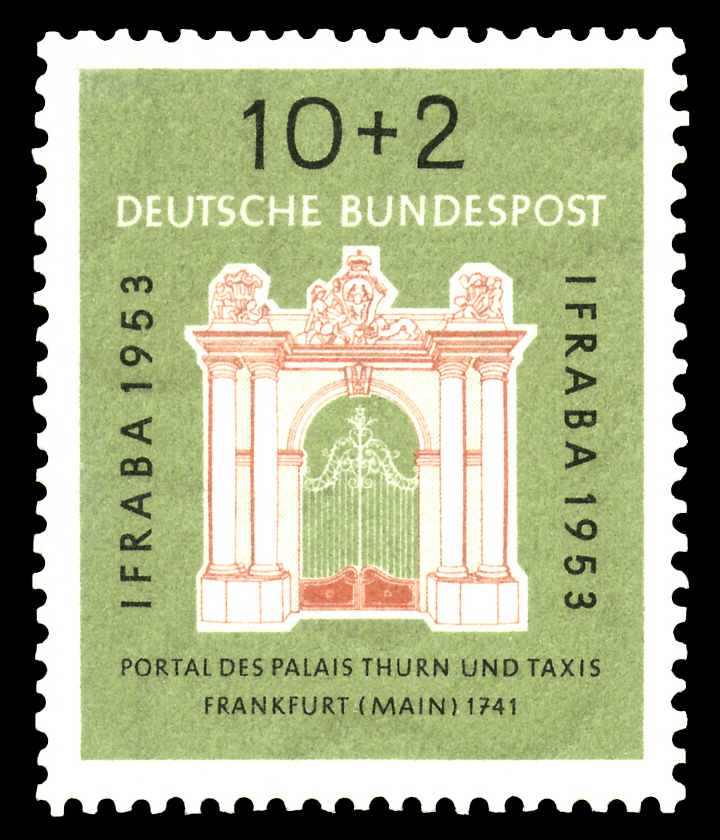
Seine erste Marke zur Briefmarkenausstellung IFRABA 1953

## Leben
Brudi studierte von 1924 bis 1928 in Stuttgart bei F.H. Ernst Schneidler. Von 1932 bis 1935 unterrichtete er in Berlin, danach war er bis 1945 Lehrer an der Meisterschule für Deutschlands Buchdrucker in München. Von 1949 bis 1973 war er Professor für Buchgraphik und Typografie an der Staatlichen Akademie der Bildenden Künste Stuttgart, von 1959 bis 1969 war er deren Rektor, ein Amt, von dem er, während der Studentenunruhen in heftige Kritik geraten, zurücktreten musste. 1966 gründete Walter Brudi das Institut für Buchgestaltung der Akademie (heute: Institut für Buchgestaltung und Medienentwicklung) und übernahm dessen Leitung bis 1973. Mehrere von ihm in diesem Zeitraum in Zusammenarbeit mit Hans Frank, Karl Wahl und Horst Wöhrle herausgegebene Buchveröffentlichungen sollten beispielgebend auf die graphische Praxis hinwirken. Zu seinen wichtigeren Stuttgarter Schülern zählen Albrecht Ade, Wilfried Blecher, Wolfgang Gäfgen, Klaus Grözinger, Günter Jacki, Bernd Kastenholz, Paul König, Peter Steiner, Kurt Weidemann, Peter Keidel und Hans Peter Willberg.
Brudi schuf zunächst Werbegrafiken und kalligrafische Arbeiten, befasste sich später aber mit grafischer Gestaltung von Büchern (Satz, Einband, Illustrationen). Von 1952 bis 1959 entwarf er auch einige Briefmarken für die Deutsche Bundespost. Als Vorsitzender des Kunstbeirats der Deutschen Bundespost setzte er sich jahrelang für eine Hebung des Niveaus auf dem Gebiet des Briefmarken-Design ein.
Von ihm entworfene Druckschriften:
- ORBIS (1953)
- Brudi Mediäval (1953/54)
- Pan (1954)

Im März 2018 erwarb die Württembergische Landesbibliothek in Stuttgart den künstlerischen Nachlass Walter Brudis aus Familienbesitz.

## Werke
- Schriftschreiben und Schriftzeichnen. Poeschel, Stuttgart 1952.
- Schriftzeichen. Staatliche Akademie der Bildenden Künste, Institut für Buchgestaltung, Stuttgart 1971.